# الاتصالات السلكية واللاسلكية في سلوفاكيا
الاتصالات السلكية واللاسلكية في سلوفاكيا تشمل الهواتف الثابتة والمتنقلة والراديو والتلفزيون والإنترنت.

## الهاتف
تم خصخصة شركة الاتصالات السلوفاكية في 18 يوليو 2000. تم شراء 51% من الأسهم من قبل شركة دويتشه تيليكوم الألمانية AG مقابل 1 فلين. اليورو (أكثر من 44%). SKK في ذلك الوقت). ولا تزال نسبة الـ 49% غير المسددة من الأسهم مملوكة للحكومة السلوفاكية من خلال وزارة النقل والبناء والتنمية الإقليمية في الجمهورية السلوفاكية (34%) وصندوق الملكية الوطني (15%). وأعيد ترتيب شركة الاتصالات السلوفاكية إلى شركة تي - كوم في عام 2003. في عام 2010 كان هناك أكثر من 100 شركة مرخصة لتقديم خدمة الهاتف العام الثابت، على الرغم من أن العديد من هذه لا تقدم الخدمة التجارية للجمهور على نطاق واسع. وأبرز مقدمي الخدمات على نطاق البلد هي تي - كوم، وأورانج، وديال تيليكوم، وشبكة سوان، واتحاد الوطنيين الكونغوليين. ويعمل في السوق أيضا عدد من مقدمي الخدمات الإقليميين. وكثير من هذه الخدمات يقدم خدمات ثلاثية الأطراف تتألف من خدمة الخطوط الثابتة، والوصول إلى شبكة الإنترنت ذات النطاق العريض، والوصول إلى البرامج التلفزيونية. وقد تضاعف عدد الزبائن ذوي اللعب الثلاثي منذ تقديم الخدمة وبلغ ذروته حاليا عند 78,049 مشتركا.
وبسبب الاختراق القوي للهواتف النقالة في السوق السلوفاكية، انخفض قطاع الخطوط الثابتة انخفاضا كبيرا في السنوات الأخيرة. وفي حين كانت هناك 1,655,380 خطوط ثابتة مستخدمة في 1999 ، انخفض عددها بنسبة 60% إلى 994,421 في عام 2010.

## الأرقام الرئيسية لقطاع الخطوط الثابتة
- الخطوط الثابتة: 1.1 مليون خط، في المرتبة الخامسة والسبعين في العالم (2011).[3]
- الكثافة: 18.31 خط لكل 100 نسمة (2010).[4]
- الخطوط المتصلة بالبورصات الرقمية: 100٪ (2010).
- الأسر ذات الخطوط الثابتة: 39.0٪ (2010).

## الهواتف الخلوية المحمولة
أصبح الاتصال المحمول في سلوفاكيا متاحا لأول مرة في أوائل التسعينات عندما قدم أول مشغل شبكة NMT ، يوروتل براتيسلافا، a.s. ، وهي شركة تابعة للدولة آنذاك Slovenské Telecomunik e a.s. يوروتل، أول خدمة GSM للجمهور في عام 1997. تم خصخصة يوروتل مع الشركة الأم وأعيد تصنيفها على أنها T-Mobile في 3 مايو 2005. وهي الآن مدمجة بالكامل كجزء من العلامة التجارية الدولية T-Mobile. بدأ المشغل الثاني لشبكة GSM تشغيله في 15 يناير 1997 تحت اسم GlobTel a. واستحوذت عليه شركة فرنسا تيليكوم (من خلال شركة أطلس للخدمات البلجيكية، 100% من الأسهم) وأعيد توجيهه إلى شركة أورانج سلوفينسكو في 27 مارس 2002. وفي شباط/فبراير 2007 ، دخلت شركة Telefünica Europe ، وهي ثالث مشغل للهاتف المحمول في سلوفاكيا، السوق تحت العلامة التجارية O2.
وينشط مقدمو الخدمات الافتراضية في السوق السلوفاكية، وأبرزهم تيسكو موبايل (المرتبطة بمتاجر تيسكو) وفنافون (المشغل الافتراضي المرتبط بمحطة إذاعية شعبية تعمل بنظام FM).

## الأرقام الرئيسية لقطاع الهاتف المحمول
- الهاتف الخلوي النشط المتنقل: 6.0 مليون مشترك، المركز 99 في العالم (2011).
- الكثافة: 105.12 اشتراك لكل 100 نسمة (2010).
- تغطية الأرض بنسبة ( GSM ): 95.9٪ من مساحة الأرض (2010).
- التغطية السكانية ( GSM ): 99.6٪ من السكان (2010).

## نظام الهاتف
- قانون البلاد الدولي: + 421 ، ثلاث بورصات دولية، واحدة في براتيسلافا واثنتان في بانسكا بيستريكا.
- أرقام المكالمات الطارئة:
  - 112 - خدمة الطوارئ الموحدة المتكاملة التابعة للاتحاد الأوروبي (مركز اتصال وطني واحد يتصل مباشرة بالشرطة، ونظام إدارة الطوارئ، ورجال الإطفاء، ودائرة إنقاذ الجبال وغيرها)
  - 158- مركز الاتصال المباشر - الشرطة
  - 155 - مركز الاتصال المباشر - EMS (يتاح الأطباء للاستشارات على الإنترنت)
  - 150- مركز الاتصال المباشر - رجال الإطفاء
  - 18300 - مركز الاتصال المباشر - دائرة إنقاذ الجبال

## الإذاعة
- تدير إذاعة وتلفزيون سلوفاكيا (RTVS) ، وهي هيئة الإذاعة العامة المملوكة للدولة، شبكات إذاعية وطنية وإقليمية متعددة (2008).[3]
- إن محطات الإذاعة المملوكة للقطاع الخاص: أكثر من 20 (2008).
- أجهزة الراديو: 3.12 مليون (1997). [تحتاج إلى تحديث]
- قائمة المحطات الإذاعية الأكثر استماعًا اعتبارًا من يونيو 2012:
  - راديو إكسبريس - 19.5% استمعوا بالأمس
  - راديو سلوفينسكو - 17,0% استمعت بالأمس
  - راديو المرح: 12.3% استمعوا بالأمس
  - جيمني ميلودي: 8.2% استمعوا بالأمس
  - راديو يوروبا 2-7.7% استمعوا بالأمس
  - راديو ريجينا: 6.3% استمعوا بالأمس
  - راديو فيفا: 5.4% استمعوا بالأمس

## التلفاز
- تعمل إذاعة وتلفزيون سلوفاكيا (RTVS) ، وهي هيئة الإذاعة العامة المملوكة للدولة، تدير 3 محطات تلفزيون وطنية (2008).
- إن محطات التلفزيون المملوكة للقطاع الخاص: 35 محطة تعمل على المستوى الوطني والإقليمي والمحلي (2008).
- تلفزيون الكابل أو الأقمار الصناعية: إن 40% من الأسر مرتبطة بكابل متعدد القنوات أو تلفزيون الأقمار الصناعية (2008).
- أجهزة التلفزيون: 2.62 مليون (1997).

## إنترنت
ولدى سلوفاكيا واحد من أعلى معدلات النفاذ إلى الإنترنت في العالم وأعلى معدلات النفاذ في أوروبا الوسطى والشرقية. ولدى سلوفاكيا عدد كبير من مقدمي خدمات الإنترنت في المنطقة الكاملة الذين يقدمون وصلات الإنترنت ذات النطاق العريض السلكية، بما في ذلك تيليكوم السلوفاكية وأورانج سلوفينسكو واتحاد الوطنيين الكونغوليين. وهي تقدم مجموعة من الوصلات، من ADSL/ADSL2 + إلى الألياف البصرية. ADSL أو ADSL2 + ، VDSL متاحة تقريبا في كل مدينة وقرية في سلوفاكيا.

## الشخصيات الرئيسية لقطاع الإنترنت
- رمز بلد الإنترنت ( TLD ): .sk [3]
- مستخدمو الإنترنت: ~ 80٪ من السكان، ~ 4.4 مليون (2012).[7]
- إستضافة الإنترنت: 1.4 مليون، 41 في العالم (2012).

## الرقابة على الإنترنت والإشراف
ولا توجد قيود حكومية على الوصول إلى الإنترنت أو تقارير تفيد بأن الحكومة تراقب البريد الإلكتروني أو غرف الدردشة على الإنترنت دون إشراف قضائي ؛ غير أن الشرطة ترصد مواقع الإنترنت التي تحتوي على خطاب الكراهية وتحاول إلقاء القبض على أصحاب البلاغ أو تغريمهم.
وينص الدستور والقانون على حرية التعبير والصحافة. ومع أن الحكومة تحترم هذه الحقوق في الغالب في الممارسة العملية، فإنها تقصر هذه الحقوق في بعض الحالات على عرقلة الانتقادات والحد من أعمال الجماعات التي تعتبرها متطرفة. ويحظر القانون التشهير بالجنسيات، التي يعاقب عليها بالسجن لمدة تصل إلى ثلاث سنوات، وإنكار المحرقة، التي يعاقب عليها بالسجن لمدة تتراوح بين ستة أشهر وثلاث سنوات. ونادرا ما تطبق عقوبات جنائية على التشهير. ويحظر الدستور والقانون التدخل التعسفي في الخصوصية أو الأسرة أو المنزل أو المراسلات، وتحترم الحكومة عموما هذه المحظورات في الممارسة العملية. ويجب على الشرطة أن تقدم أمراً قبل إجراء تفتيش أو في غضون 24 ساعة بعد ذلك.
وهناك مشروع قانون جديد قيد النظر في عام 2011 من شأنه أن يسمح لمكتب الضرائب في البلاد بحجب خوادم الإنترنت التي توفر المقامرة على الإنترنت دون ترخيص سلوفاكي. ويقول المعارضون إن المصالح الاقتصادية التي يخدمها القانون ليست كافية لتبرير الرقابة على الإنترنت.

## روابط خارجية
- وزارة النقل والتشييد والتنمية الإقليمية للجمهورية السلوفاكية
- هيئة تنظيم الاتصالات في جمهورية سلوفاكيا
- SK-NIC ، سجل TLD السلوفاكي باللغة السلوفاكية
- بورصة الإنترنت السلوفاكية (SIX) باللغة السلوفاكية